# نقولا الدر
نقولا الدر (1908-1967) هو كاتب وإعلامي ولد في شفا عمرو قضاء حيفا. تخرج من كلية تراسنطة في القدس سنة 1926، التحق بالعمل في مصلحة الجمارك والتجارة الفلسطينية. بعد نكبة 1948 هاجر إلى الإسكندرية، ثم انتقل بعد عام إلى بيروت وبدأ ينشر في صحفها بحوثاً سياسية وأدبية، توفي في بيروت في 13 مارس 1967.

## حياته العملية
- بدأ نقولا يكتب بأسماء مستعارة لحظر النشاط السياسي على موظفي الحكومة، ومن الأسماء المستعارة التي كتب بها (ابن الصحراء)، وكان ينشر في جريدة "فلسطين" مقطوعات أدبية.
- كان من كبار موظفي شركة النفط العراقية في حيفا قبل النكبة.

- في صيف 1952 وقع عليه الاختيار لتحرير الشؤون العربية في جريدة Daily Star الإنجليزية التي تصدرعن دار الحياة في بيروت، وتولى رئاسة تحريرها سنة 1954.[3]

- عاد للنشر في المجلات بعد استقالته من عمله في الصحف.

- عام 1964 انتخب نائباً لرئيس المجلس الوطني الفلسطيني الأول الذي عقد في القدس كما عين عضواً في اللجنة التنفيذية لمنظمة التحرير الفلسطينية، وترأس دائرة الإعلام والتوجيه المعنوي، وأثناء رئاسته هذه افتتحت إذاعة صوت فلسطين في القاهرة في مارس 1965. كما أنشئ مركز الأبحاث الفلسطيني. وفي يونيو 1965 استقال من اللجنة التنفيذية وعاد إلى البحث والتأليف.[4]

## مؤلفاته
- هكذا ضاعت وتعود - دور المدفع والنفط في تحرير فلسطين، الذي صدرت طبعته الأولى سنة 1963.[5][6][7][8][9][10][11]